# Baju Empurau
Die Baju Empurau, auch War Jacket, ist eine Rüstung aus Indonesien.

## Beschreibung
Die Baju Empurau ist eine Art Rüstung die aus in der Natur zu findenden Materialien gearbeitet ist. Sie besteht aus Fischschuppen und Baumrinde. Die größeren Fischschuppen werden mit gespaltenen Rattanfasern an der Unterweste befestigt, die kleineren mit einer festen Schnur aus Pflanzenfasern. Die Unterweste besteht aus miteinander verflochtenen Lagen von Baumrinde. Die Weste hat keine Ärmel, keinen Kragen und ist im Nackenbereich mit einer halbrunden Ausformung versehen, die dazu dient, den Nacken vor Schlägen zu schützen. Sie wird von der Ethnie der See-Dayak benutzt.